# Amorphoscelidae
Amorphoscelidae – rodzina modliszek z podrzędu Eumantodea i nadrodziny Nanomantoidea.

## Morfologia
Modliszki osiągające niewielkie rozmiary. Ciało mają grzbietobrzusznie spłaszczone.
Głowa pozbawiona jest wyrostka ciemieniowego, ma natomiast bardzo wydatne nabrzmiałości okołooczne.
Tułów ma słabo zaznaczone rozszerzenia nadbiodrowe. Przedplecze jest krótkie i trapezowate. Zarówno u samców, jak i samic występują w pełni wykształcone skrzydła obu par. Chwytne odnóża przedniej pary mają uda pozbawione kolców na płatach wierzchołkowych i kolców tylno-brzusznych, zaopatrzone w tylko jeden kolec dyskoidalny i w co najwyżej cztery kolce przednio-brzuszne (a może ich nie być wcale). Golenie przedniej pary są zupełnie pozbawione kolców przednio-brzusznych, co stanowi jedną z synapomorfii rodziny, podobnie jako obecność tylko jednego kolca dyskoidalnego na udzie. Odnóża pozostałych par są kroczne, pozbawione kolców.
Przysadki odwłokowe są zawsze krótsze niż połowa długości odwłoka. Ich człony są walcowate, co najwyżej ostatni bywa rozrośnięty i spłaszczony. Genitalia samca cechują się w przeciętnym stopniu zesklerotyzowanymi fallomerami, z których brzuszny ma płat nasadowy po prawej stronie przemieszczony ku dystalnej części prawej krawędzi, a pierwotny wyrostek dystalny przemieszczony na lewą stronę tegoż fallomeru. Wyrostki zespołu lewej strony genitaliów są rozdzielone. Wtórny wyrostek dystalny środkowy jest zawsze wykształcony, a wtórny wyrostek dystalny boczny niekiedy bywa uwsteczniony. Wyrostki te leżą naprzeciwlegle po lewej stronie fallomeru. Apofiza falloidalna jest niewyraźnie rozwinięta, a rzadko całkiem nieobecna. Na lewym fallomerze obecna jest blaszka grzbietowa pozbawiona zaokrąglonego płata.

## Ekologia i występowanie

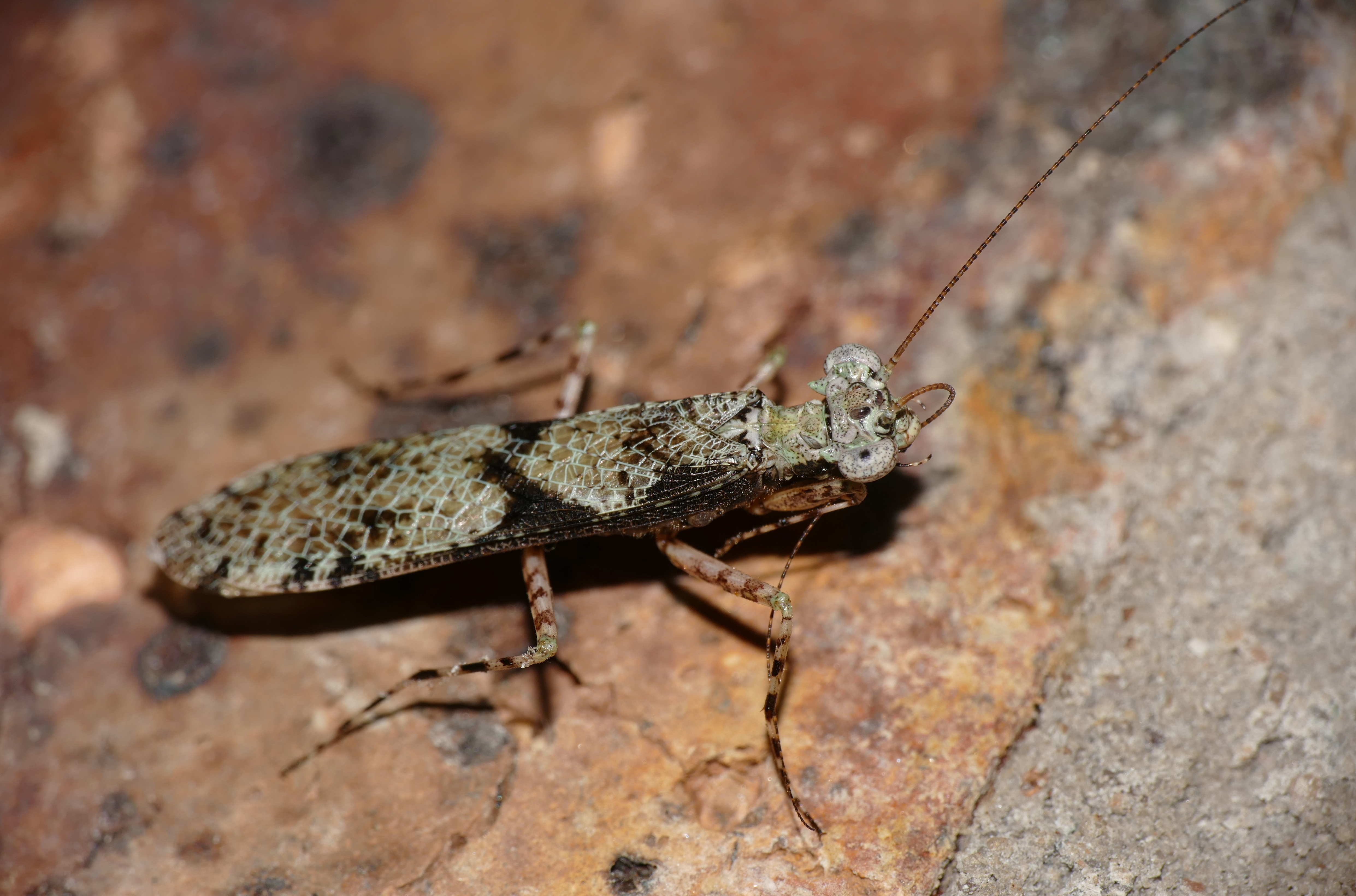
Amorphoscelis tuberculata w środowisku naturalnym

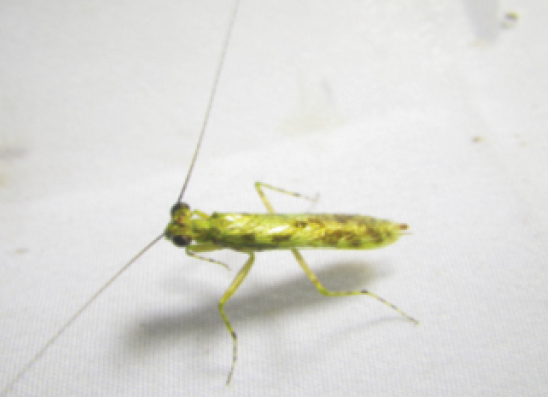
Amorphoscelis griffinii

Modliszki nadrzewne, bytujące na korze.
Zasięg rodziny obejmuje etiopską część Afryki, palearktyczną i orientalną część Azji oraz północne skraje krainy australijskiej. Wszystkie rodzaje oprócz wyłącznie palearktycznej Perlamantis znajdują swoją reprezentację w krainie etiopskiej.

## Taksonomia i ewolucja
Takson ten wprowadzony został w 1877 roku przez Carla Ståla pod obecnie stosowaną nazwą. W systemie Antona Handlirscha z 1930 roku miał rangę podrodziny w obrębie modliszkowatych, obejmującej plemiona Perlamantes i Paraoxypili, które to w uprzednim systemie Ermanna Giglio-Tosa z 1919 roku umieszczane były w Perlamantinae. W systemie Luciena Choparda z 1949 roku występowały podrodziny Perlamantinae i Paraoxypilinae w obrębie rodziny Amorphoscelidae. Max Beier w systemie z 1964 roku dzielił Amorphoscelidae na podrodziny Amorphoscelinae i Perlamantinae. W systemie Reinharda Ehrmanna i Rogera Roya z 2002 roku do Amorphoscelidae oprócz tych dwóch podrodzin zaliczono jeszcze Paraoxypilinae. W systemie Christiana J. Schwarza i Rogera Roya Paraoxypilini klasyfikowane są jako plemię w rodzinie Nanomantidae, natomiast do Amorphoscelidae zaliczane są te same dwie podrodziny co u Beiera.
Współcześnie do rodziny tej zalicza się osiem opisanych rodzajów, sklasyfikowanych w dwóch podrodzinach:
- Amorphoscelinae Stål, 1877
  - Amorphoscelis Stal, 1871
  - †Amorphoscelites Gratshev et Zherikhin, 1994
  - Bolivaroscelis Roy, 1973
  - Caudatoscelis Roy, 1973
  - Gigliotoscelis Roy, 1973
  - Maculatoscelis Roy, 1973
- Perlamantinae Giglio-Tos, 1913
  - Paramorphoscelis Werner, 1907
  - Perlamantis Guerin-Meneville, 1843

Za najbliższych krewnych Amorphoscelidae uznaje się Nanomantidae. Synapomorfią tworzonego przez te dwie rodziny kladu ma być utrata jednego z kolców dyskoidalnych na udzie odnóża chwytnego. W zapisie kopalnym Amorphoscelidae znane są od kredy wczesnej.